# 알바니아의 행정 구역
알바니아의 행정 구역은 현재 12개의 주, 61개의 지방자치체(한국어: 알바니아의 지방자치체 알바니아어: Bashki 영어: municipalities), 373개의 코뮌(한국어: 알바니아의 코뮌 영어: Communes of Albania 알바니아어: Komunat e Shqipërisë)로 이루어져있다.

## 주
알바니아의 행정 구역 중 첫번째로 큰 지역 단위이다.

## 현
1998년 알바니아의 헌법 개정으로 인한 법률로 인해 2000부터 쓰이지 않게된 지역 단위이다.

## 같이 보기
- ISO 3166-2:AL